# پاهینیو
مانوئل فرناندز فرناندز (به اسپانیایی: Manuel Fernández Fernández) (۲۱ ژانویهٔ ۱۹۲۳ – ۱۲ ژوئن ۲۰۱۲) که با نام پاهینیو(به اسپانیایی: Pahiño) نیز شناخته می‌شود، بازیکن فوتبال اهل اسپانیا بود.
از باشگاه‌هایی که در آن بازی کرده‌است می‌توان به باشگاه فوتبال رئال مادرید، دپورتیوو لاکرونیا، سلتاویگو، گرانادا، و تیم ملی فوتبال اسپانیا اشاره کرد. وی دو بار برنده جایزه پیچیچی شده است.